# Osmylopsychops spillerae
Osmylopsychops spillerae là một loài côn trùng trong họ Osmylopsychopidae thuộc bộ Neuroptera. Loài này được Tillyard miêu tả năm 1923.